# Языковая реформа Годжи-Гатталы
Языкова́я рефо́рма Го́джи-Га́тталы (hodžovsko-hattalovská jazyková reforma, hodžovsko-hattalovská reforma, Hattalova kodifikácia, hattalovská kodifikácia) — кодификация компромиссного варианта словацкого литературного языка, которая заключалась в изменении и дополнении норм штуровского литературного стандарта, внесённых по предложениям М. Гатталы и М. Годжи в 1851 году. Реформа стала возможной благодаря принципиальной договорённости о создании единого словацкого литературного языка, достигнутой на собрании наиболее известных представителей католической и протестантской общин Словакии в 1847 году. Язык с поправками М. Гатталы и М. М. Годжи в форме, представленной в «Краткой словацкой грамматике» (1852), стал единым литературным языком словаков. Обновлённая кодификация явилась завершающим этапом становления словацкого литературного языка, протекавшего с конца XVIII до середины XIX века, её система норм в основных чертах сохраняется до настоящего времени (при том, что впоследствии часть норм уточнялась и модифицировалась).

## История
Языковой реформе Годжи-Гатталы предшествовала договорённость ведущих представителей католической и протестантской общин Словакии о введении единого словацкого литературного языка. Данная договорённость была достигнута на собрании культурно-просветительского общества «Татрин» (Tatrín) в Чахтице 8 и 9 августа 1847 года. Несмотря на то, что ряд вопросов орфографии, фонетики и грамматики единого словацкого языка оставались всё ещё неопределёнными, предполагалось, что они будут решены позднее с учётом предложений М. Гатталы, М. М. Годжи и других участников дискуссии.

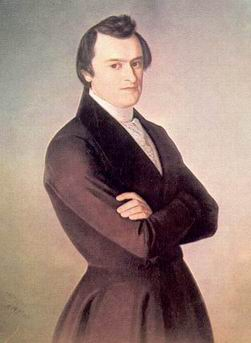
М. М. Годжа

В конце 1840-х годов в Словакии сложились предпосылки к сплочению словацкого национально-освободительного движения, выраженные в принятии общенационального словацкого литературного языка словаками разных конфессий. Всё больше представители словацкой интеллигенции склонялись рассматривать в качестве основы для единого словацкого языка кодификацию Л. Штура. Так, несмотря на то, что часть словаков-католиков продолжала использовать бернолаковскую норму (М. Гамульяк, М. Решетка и другие), другая часть выступила в поддержку штуровского литературного языка (Э. Герометта, Ю. Голчек, М. Храстек, Ю. Плошиц и другие). Некоторые представители интеллигенции католического вероисповедания готовы были принять штуровскую литературную норму, но настаивали при этом на введении в неё ряда черт бернолаковского языка. Словаки-протестанты, ранее выражавшие общую приверженность чешскому как литературному языку для всех словаков, также встали на сторону Л. Штура и его сподвижников, прежде всего это были представители молодого поколения словацкой протестантской общины. В то же время не только католики, но и протестанты, в том числе и ближайшие сторонники Л. Штура, критически оценивали новую кодификацию словацкого литературного языка, предлагая внести изменения в те или иные положения штуровщины. В их числе был протестантский священник, филолог, писатель и поэт М. М. Годжа, который в целом поддерживал кодификацию Л. Штура, но возражал против ряда отдельных норм нового литературного языка. Придавая большое значение фактам истории словацкого языка и сравнению его со старославянским и другими славянскими языками, М. М. Годжа по-иному, чем Л. Штур, трактовал некоторые вопросы правописания, фонетики и грамматики. В частности, М. М. Годжа предлагал вернуть в орфографическую систему словацкого языка графему y (она была исключена в нормах А. Бернолака и Л. Штура), дополнить фонетическую систему гласным [ä], следовать написанию форм глаголов прошедшего времени с конечным -l (bol, dal, mal). Л. Штур при этом был готов к компромиссу, допуская возможность изменения, уточнения и дополнения своей кодификации.
В конце 1840-х годов штуровский вариант словацкой литературной нормы стал постепенно проникать в общественную и культурную жизнь Словакии. Появились газеты и журналы, научная публицистика, художественные произведения таких авторов, как А. Сладкович, Я. Краль, С. Халупка, Я. Ботто, Я. Матушка, Б. Гробонь, Я. Калинчак, Й. М. Гурбан, Б. Носак, личная переписка и т. д. В то же время после революции 1847—1848 годов сфера употребления штуровской нормы стала сокращаться. Одной из форм подавления национально-освободительного движения в Австро-Венгрии стало наступление на языки и культуру национальных меньшинств, выразившееся, в частности, в укреплении позиций немецкого языка, признанного государственным языком империи. Кроме того, на территории Венгерского королевства (куда входили и словацкие земли) основным языком школьного обучения и языка администрации стал венгерский язык. В Словакии языковая ситуация осложнялась употреблением различных конкурирующих друг с другом форм словацкого и чешского языков. Так, в среде католической общины продолжилось использование бернолаковщины, часть протестантов использовали чешский литературный язык в традиционной форме, часть — перешли на штуровщину. Также словаки использовали современный чешский язык. Помимо этого, по рекомендации Я. Коллара в качестве языка администрации, печатных изданий и школьного обучения стали вводить так называемый «старословацкий язык», представлявший собой несколько изменённый чешский язык за счёт дополнения его некоторыми чертами словацкого языка. При этом каждая из данных языковых форм широко варьировалась у разных авторов и в разных изданиях. Бернолаковщина была представлена в нескольких вариантах (сближенном либо со штуровщиной, либо с западнословацким интердиалектом, либо с чешским языком), штуровщина была представлена либо в форме, изложенной в работах Л. Штура, либо в форме с поправками Й. М. Гурбана, или же в форме с поправками М. М. Годжи), также имел несколько вариантов старословацкий язык. Некоторые издания могли неоднократно менять свои языковые предпочтения, выпуская свои номера, например, вначале на штуровщине, затем на старословацком, и снова на штуровщине, но уже подвергшейся ряду изменений. В сложившемся положении решение вопроса создания единого словацкого литературного языка стало жизненно необходимым для национально-освободительного движения словаков.

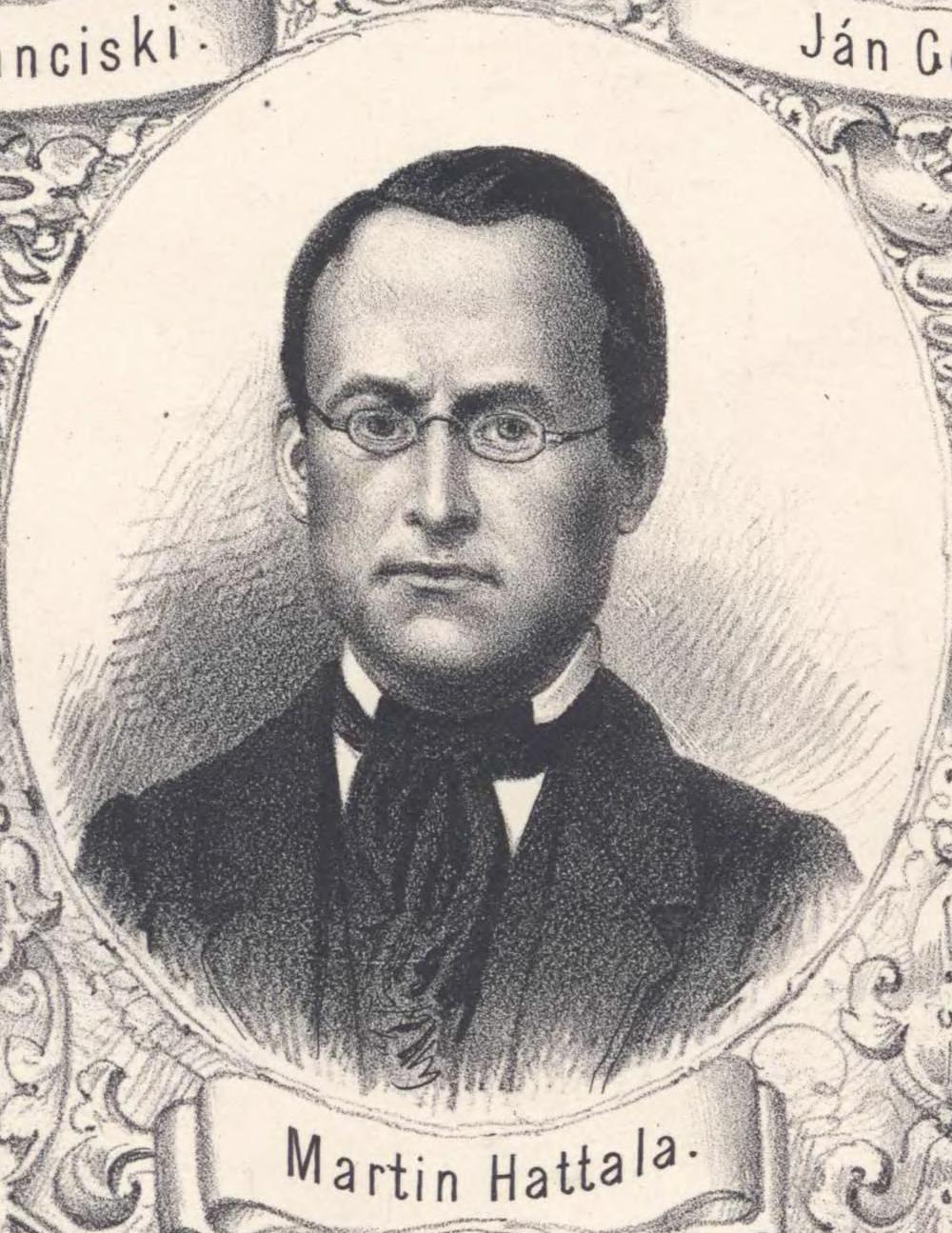
М. Гаттала

Благодаря решительным действиям словацкой интеллигенции по преодолению разногласий в вопросах единого словацкого литературного языка была осуществлена новая кодификация словацкой литературной нормы (в основе которой лежала штуровщина), устроившая представителей обеих конфессиональных общин Словакии. Обновлённый вариант словацкого литературного стандарта был нормирован лишь после революции 1847—1848 годов усилиями прежде всего М. М. Годжи и М. Гатталы. Единые нормы литературного языка были окончательно одобрены и утверждены в Братиславе в октябре 1851 года на собрании наиболее известных деятелей словацкого национального движения, представлявших католическую и протестантскую общины. Элементы кодификации компромиссного варианта литературного языка были изложены католическим священником, теологом и филологом М. Гатталой в книге «Краткая словацкая грамматика» (1852), предисловие к этой грамматике было подписано протестантами М. М. Годжей, Й. М. Гурбаном, Л. Штуром и католиками Я. Палариком, А. Радлинским и Ш. Заводником.

## Основные положения реформы
Реформа Годжи-Гатталы затронула орфографию, некоторые нормы фонетики и грамматики. В новой кодификации появились элементы историко-этимологического принципа правописания, в частности, было введено употребление буквы y, были обозначены позиции её употребления, тем самым восстановлено противопоставление графем y/ý и i/í, которые отсутствовали как в штуровской, так и в бернолаковской кодификациях. Данное орфографическое изменение сблизило словацкий с чешским языком. Вместо ja, je, обозначавших дифтонги в штуровской норме, введено написание ia, ie, а вместо uo — буква ó. В числе фонетических изменений отмечалось введение звука [ä] (и, соответственно, графемы ä) — принятие данной нормы, на которой настаивал М. М. Годжа, во многом было обусловлено стремлением найти параллели с русским языком, в котором есть буква «я», такой звук отсутствовал как в бернолаковщине, так и в штуровщине. В ряде случаев М. Гаттала ввёл языковые черты, характерные для бернолаковской кодификации. Например, графему ľ, написание глаголов в форме прошедшего времени с окончанием -l. В склонении прилагательных были заменены окончания -uo, -jeho, -jemu, характерные для среднесловацкого диалекта, на окончания -é, -ého, -ému. В существительных среднего рода в форме именительного падежа единственного числа вместо штуровского окончания -ja было принято окончание -ie, а также зафиксированы варианты окончания -a и -á. В существительных в форме местного падежа множественного падежа мужского рода было узаконено окончание -och, но также допускалось окончание -jech с чередованием конечного задненёбного согласного. Также были зафиксированы в литературной норме традиционные для словацкого языка формы звательного падежа типа Chlape! Dube! В целом же значительное число пунктов штуровской кодификации в процессе реформы были оставлены без изменений.

## Основа кодификации
Нормы словацкого литературного языка, принятые в результате реформы Годжи-Гатталы, представляли собой сложное переплетение старых и новых кодификаторских положений. В отличие от варианта словацкого литературного языка, предложенного Л. Штуром, новый вариант, представленный в работах М. Гатталы, обнаруживает менее системный подход и последовательность в построении языковой системы, характеризуется сочетанием синхронного описания языковых уровней с чертами диахронии. Данная особенность кодификации была обусловлена необходимостью найти компромисс в вопросе создания единого литературного стандарта, учесть разнообразные лингвистические взгляды представителей словацкого национального движения, по-разному видевших направление, в котором должно было развиваться формирование словацкого литературного языка, в том числе и взгляды самих кодификаторов М. М. Годжи и М. Гатталы. В сложных общественно-политических условиях, в которых оказалось словацкое национальное движение, на первый план в отборе тех или иных черт и норм для литературного языка вышли причины экстралингвистического характера, нежели необходимость придерживаться единства языковой структуры.
Кодификация словацкого литературного языка, осуществлённая М. Гатталой, иногда называется в исследованиях по словакистике как «исправленная штуровщина». Действительно, новая норма сохранила многие кодификаторские положения штуровщины, большинство из которых имело среднесловацкую диалектную основу. Вместе с тем, М. Гаттала сблизил новую норму с чешским языком и бернолаковским вариантом словацкого литературного языка.
Исследователи словацкого языка по-разному рассматривают гатталовскую кодификацию, одни из них видят в ней сочетание штуровского и бернолаковского вариантов словацкой литературной нормы, другие считают, что кодификация М. Гатталы является синтезом штуровщины и чешского языка, третьи полагают, что в новой норме соединились черты штуровщины, бернолаковщины и «старословацкого языка».